# جراحة إعادة تحديد الجنس (ذكر-أنثى)
جراحة إعادة تحديد الجنس تتضمن إعادة تشكيل الأعضاء التناسلية الذكرية شكلياً -ووظيفياً على قدر المستطاع- إلى أعضاء تناسلية انثوية. قبل الخضوع لأي عمل جراحي، يخضع المريض عادةً للعلاج الهرموني البديل، بناءً على سن المريض عند البدء بالعلاج الهرموني. يستطيع المريض الإختيار من عدة خيارات جراحية ليخضع لها، وتتضمن جراحة المهبل التجميلية، جراحة تأنيث الوجه، تكبير الصدر، والعديد من الجراحات الأخرى.

## التاريخ
ليلي ايلبي تعتبر أول مريضة تخضع لعملية إعادة تحديد الجنس من رجل إلى امرأة، وحدث ذلك في ألمانيا عام 1930. خضعت المريضة حينها لأربع عمليات جراحية: واحدة لإستئصال الخصية، واحدة لزراعة المبيض، واحدة لإستئصال القضيب، وواحدة لتجميل المهبل وزرع الرحم. توفيت المريضة بعض 3 أشهر من آخر عملية جراحية.
ولعل كريستين يورجينسين الأكثر شهرةً من الأشخاص الذين خضعوا لعملية إعادة تحديد الجنس، وقد تم إجراء عملياتها في الدنمارك في اواخر عام 1952 قبل الإعلان عنها. وقد كانت كريستين إحدى الداعمين الأهم لحقوق العابرين والعابرات جنسيا.
بالإضافة لهذا، تعتبر ريني ريتشاردز إحدى الشخصيات المشهورة الأخرى التي خضعت لعملية إعادة تحديد الجنس من رجل إلى امرأة. وقد أجرت عبورها والعمليات الجراحية في منتصف سبعينيات القرن الماضي، وكانت من أبرز داعمي حقوق العابرين والعابرات جنسيا والداعين إلى الإعتراف بهم في المجال الرياضي في الولايات المتحدة.
وفي الولايات المتحدة، أجريت أول عملية جراحية لإعادة تحديد الجنس من رجل إلى امرأة عام 1966 في مشفى جونز هوبكينز الجامعي. أول جراح قام بهذه العملية كان  ايلمير بيلت، وقد استمر بنشاطه هذا حتى منتصف ستينيات القرن الماضي.
في عام 1997، أصبحت الرقيب سيلفيا دوراند أول عضوة عابرة جنسيا تخدم في القوات الكندية المسلحة، وأول عضوة في أي جيش عالمياً تخضع للعبور الجنسي علنياً خلال خدمتها في الجيش. في اليوم الكندي عام 1998, قام الجيش بتغيير اسمها رسمياً إلى «سيلفيا» وتغيير جنسها على جميع أوراقها الثبوتية إلى امرأة. وفي عام 1999، قام الجيش الكندي بدفع تكاليف جراحتها. أكملت سيلفيا خدمتها في الجيش وتم ترقيتها إلى رتبة ضابط لاحقاً. عندما تقاعدت عام 2012، وبعد 31 عاماً من الخدمة، كانت قد شغلت منصب مساعد رئيس مشغلي الاتصالات في الجيش الكندي.
و بدايةً من عام 2014, أصبحت كندا تسمح للعابرين والعابرات جنسياً بالخدمة في جيشها، وما زال هذا القانون سرياً.
في عام 2017, ولأول مرة إطلاقاً، قامت وكالة الصحة لدفاع الولايات المتحدة الأمريكية بالموافقة على تغطية تكاليف جراحة إعادة تحديد الجنس لجندية تخدم في الجيش الأمريكي، كانت قد بدأت فعلياً بالخطوات العلاجية للعبور أما العملية، والتي رأى الطبيب الجراح أنها ضرورية، فتمت في 14 نوفمبر من ذلك العام في مستشفى خاص، وذلك لأن مستشفيات الجيش الأمريكي تفتقد هذه الخبرة الجراحية.

## عمليات الأعضاء التناسلية
المقال الأساسي: جراحة المهبل التجميلية
عند التغيير التشريحي من رجل إلى امرأة، يتم إزالة الخصيتين، ثمة يتم استخدام جلد القضيب وقلبه كسديلة مع المحافظة على التغذية الدموية والعصبية (وهذا الأسلوب الجراحي تم تطويره من قبل الطبيب الجراح السير هارولد جيليز عام 1951) لإنشاء مهبل كامل الإحساس (رأب المهبل). ويمكن إنشاء بظر مع تغذية عصبية من حشفة القضيب. إذا كان قد تم ختان المريض، أو إذا كان هناك حاجة جراحية لإستخدام المزيد من الجلد لإنشاء الشفرين الصغيرين، يتم إزالة بصيلات الشعر من جلد الصفن، ثم يتم استخدام هذا الجلد في إنشاء المهبل. باقي جلد الصفن يتم استخدمه لإنشاء الشفرين الكبيرين.
وفي الحالات القصوى من نقص الأنسجة، أو عند فشل العملية الجراحية لرأب المهبل، يمكن إنشاء مهبل من طعم جلدي يؤخذ من الفخد أو الخاصرة، أو جزء من القولون (Colovaginoplasty).
تختلف حاجات الجراحين، توصياتهم، وعملياتهم بشكل كبير خلال الأيام والأشهر السابقة، المرافقة، واللاحقة للعملية.
وبما أن الجراحة التجميلية تتضمن الجلد، فهي ليست دائماً دقيقة. قد يكون هناك حاجة للتحسين التجميلي للفرج الخارجي. يفضل بعض الجراحين نحت الجزء الخارجي من الفرج في عملية منفصلة، حيث تكون الأنسجة والأعصاب والشرايين قد تعافت من الجراحة الأولى. الجراحة البسيطة نسبياً يمكن القيام بها تحت تأثير البنج الموضعي فقط وتسمى «رأب الشفرين» (labiaplasty).
النتيجة التجميلية، الإحساسية، والوظيفية لعملية رأب المهبل التجميلية تختلف بشكل كبير وفق الأسلوب الجراحي والمهارة الجراحية للطبيب، بالإضافة إلى مرونة جلد المريض وقدرته على الشفاء (وهذا يعتمد على العمر، الغذاء، النشاط الجسدي، والتدخين). أي عمل جراحي سابق في المكان ذاته يمكن أن يؤثر على النتيجة، ويمكن أن تحصل مضاعفات جراحية كالإلتهاب، خسارة الدم، أو الضرر العصبي.

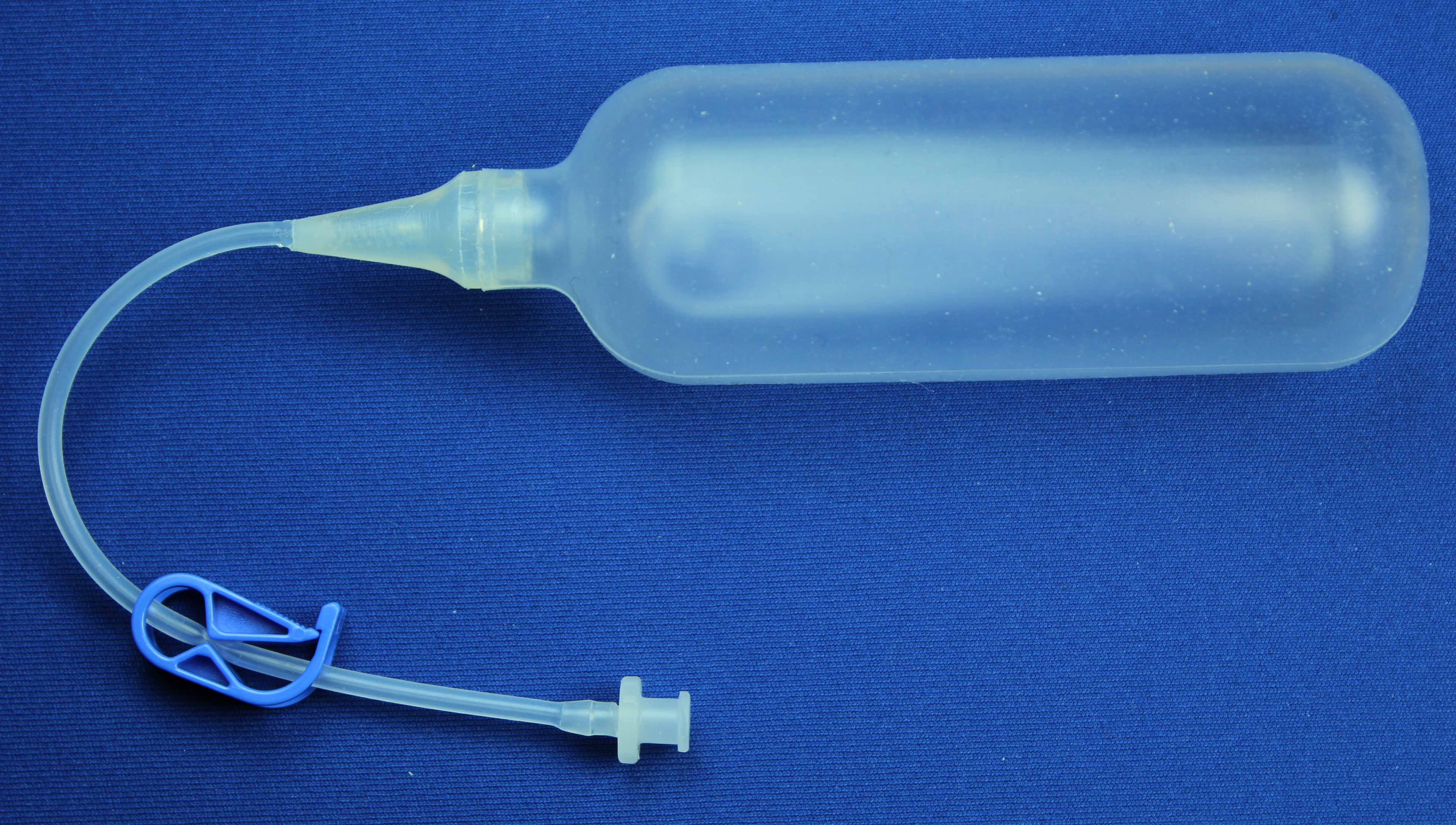
موسع المهبل ZSI 200 NS

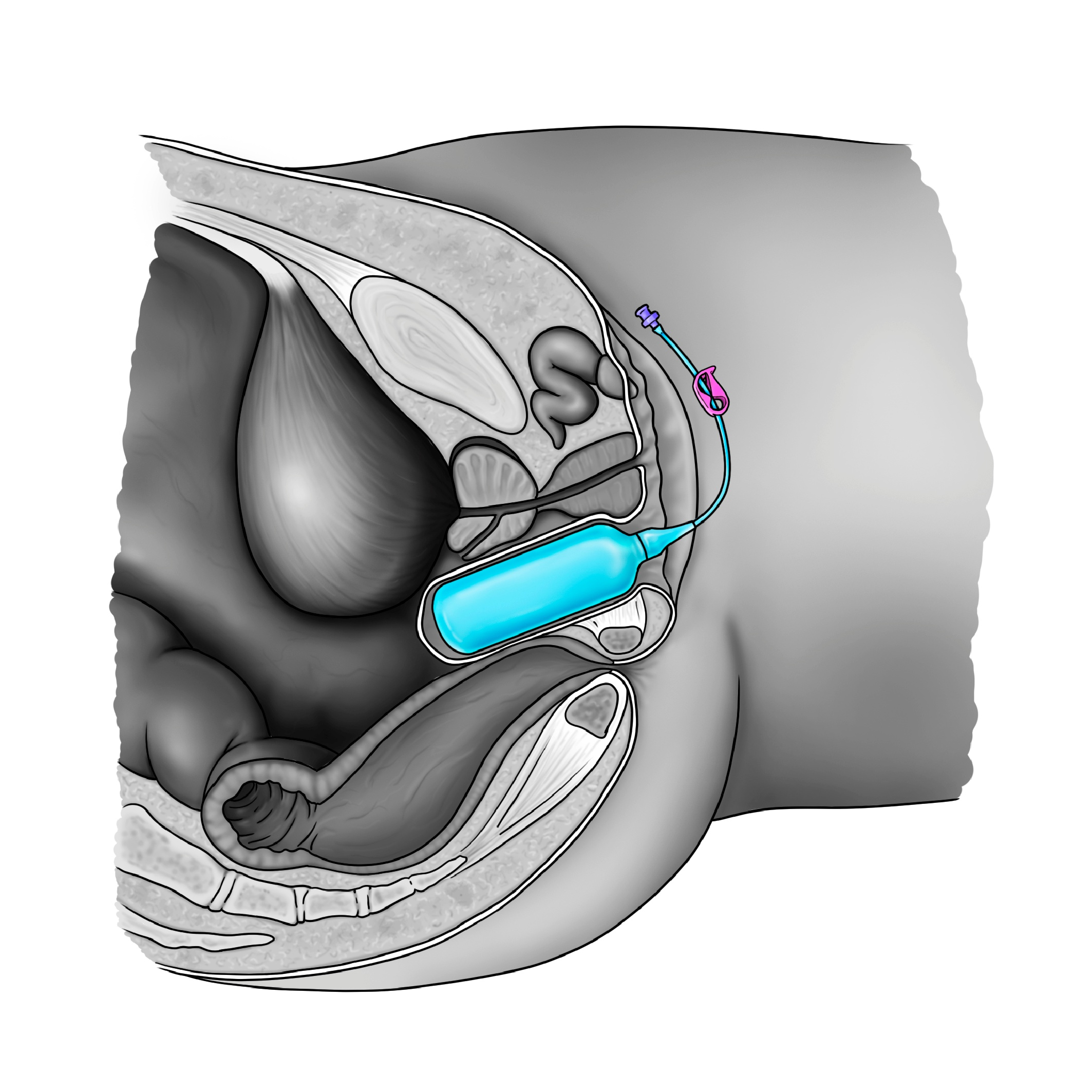
موسع المهبل ZSI 200 NS وهو موضوع في المهبل الجديد بعد رأب المهبل

مناصري أسلوب إنشاء أو رأب المهبل باستخدام أنسجة القولون (colovaginoplasty) يقولون بأن هذا الأسلوب أفضل من استخدام الطعوم الجلدية وذلك لأن القولون يمتلك غشاء مخاطي، بينما الجلد لا يمتلك هذا الغشاء. هناك حاجة دائماً لإستخدام المزلق عند ممارسة الجنس، بالإضافة إلى الحاجة لغسل المهبل لمنع تكاثر البكتريا التي تنتج روائح كريهة.
وبسبب خطر التضيق المهبلي، جميع عمليات رأب المهبل التي تمارس حالياً تتطلب عناية على المدى الطويل للحفاظ على الحجم، كاستخدام موسع المهبل  لإبقاء المهبل مفتوحاً. الجنس المهبلي مع شريك ذكر لا يشكل طريقةً جيدةً للتوسيع. ينصح الأطباء بالقيام بالتوسيع يومياً لمدة 6 أشهر لمنع تضيق المهبل. مع الوقت، تصبح الحاجة أقل، ولكن قد تبقى في بعض الحالات الحاجة موجودة مدى الحياة.
وضع الإستروجين في المهبل بشكل منتظم قد يساعد، ولكن يجب حساب الإستروجين المستخدم ضمن جرعة الإستروجين الإجمالية. بعض الجراحين لديهم طرق لضمان إستمرارية عمق المهبل، ولكن البقاء مدة طويلة دون القيام بالتوسيع يتسبب عادةً بتضيق المهبل إلى حد ما، وهذا ما يتطلب القيام بالتوسيع من جديد، تدريجياً، أو في الحالات الشديدة، مع استخدام التخدير.
مع الجراحات الموجودة حالياً، لا تستطيع النساء المتحولات جنسياً الحصول على مبيض أو رحم. وهذا يعني انهن لا يستطعن أن يحملن طفلاً أو أن يحصلوا على دورة شهرية، وأنهن سيحتجن البقاء على علاج هرموني بعد الجراحة مدى الحياة للحفاظ على الخصائص ومستوى الهرمونات النسائية.

## عمليات جراحية أخرى متعلقة

### جراحة تأنيث الوجه
في بعض الأحيان يتم القيام بجراحات تجميلية تأنيثية استكمالية للعملية الأساسية أو عبر عمليات لتعديل العظم والغضروف في الفك، الجبين، الأنف، والخدين. هذه العمليات الجراحية تعرف بعمليات تأنيث الوجه.

### تكبير الصدر
المقالة الأساسية: تكبير الصدر
بعض النساء المتحولات يخترن الخضوع لهذه العملية إذا لم ينجح العلاج الهرموني بتحقيق نتائج مرضية. عادةً يكون النمو لدى النساء المتحولات بدرجة أو درجتين أقل من الأقرباء النساء كالأم أو الأخت. الإستروجين مسؤول عن توزع الأنسجة في الصدر، الخاصرة، والمؤخرة، بينما البروجسترون مسؤول عن تكون الحليب داخل غدد الثدي. البروجسترون يقوم بتحوير الصدر ليصل إلى شكل «المستوى الخامس على مقياس تانر»، ويقوم بإنماء واغماق لون الهالة حول الحلمة.

### جراحة تأنيث الصوت
بعض المتحولات من رجل إلى امراة قد يخترن القيام بعملية جراحية لتأنيث الصوت، وهي عملية تغير المدى أو الطبقة الصوتية للشخص. ولكن تحمل هذه الجراحة بعض المخاطر، فقد تؤذي صوت الامرأة المتحولة مدى الحياة. وبما أن الإستروجين وحيداً لا يقوم بتغيير طبقة الصوت، يخاطر بعض الأشخاص عبر القيام بهذه العملية. بعض الخيرات الأخرى تتضمن دروس تأنيث الصوت، وهي متاحة للأشخاص الذين يرغبون بالتحدث بنبرة أقل ذكورية.

### حلاقة القصبة الهوائية
وهي عملية يتم القيام بها في بعض الأحيان لتصغير حجم الغضروف في منطقة الحلق، وبالتالي تقليل نفور تفاحة آدم، ويتم الحصول بذلك على خصائص شكلية أكثر أنوثة.

### تكبير المؤخرة
بعض المتحولات من ذكر إلى أنثى قد يخترن الخضوع لتكبير المؤخرة وذلك لأن خاصرة الرجل ومؤخرته هما عادةً أصغر حجماً من تلك عند النساء. ولكن إذا حصل الشخص على علاج هرموني بشكل كافٍ قبل البلوغ، قد يتسع الحوض، وحتى لو كان الشخص قد تخطى سن المراهقة، فهناك طبقة من الدهن تحت الجلد التي ستتوزع في الجسم مؤديةً إلى تحوير شكل الجسم. نسبة عرض الخاصرة للورك التي تحصل عليها النساء المتحولات هي حوالي 0.8 ، وإذا تم العلاج بالايستروجين في سن صغير «قبل أن يلحم العظم»، تستطيع بعض النساء المتحولات الحصول على نسبة عرض الخاصرة للورك 0.7 أو أقل. سيتسع الحوض التشريحي مع العلاج بالاستروجين حتى ولو كان الهيكل العظمي ذكرياً تشريحياً.